# Bokermannohyla ibitiguara
Bokermannohyla ibitiguara é uma espécie de anfíbio da família Hylidae. Endêmica do Brasil, pode ser encontrada na Serra da Canastra no município de Alpinópolis, no estado de Minas Gerais.